# Dắt chó đi dạo

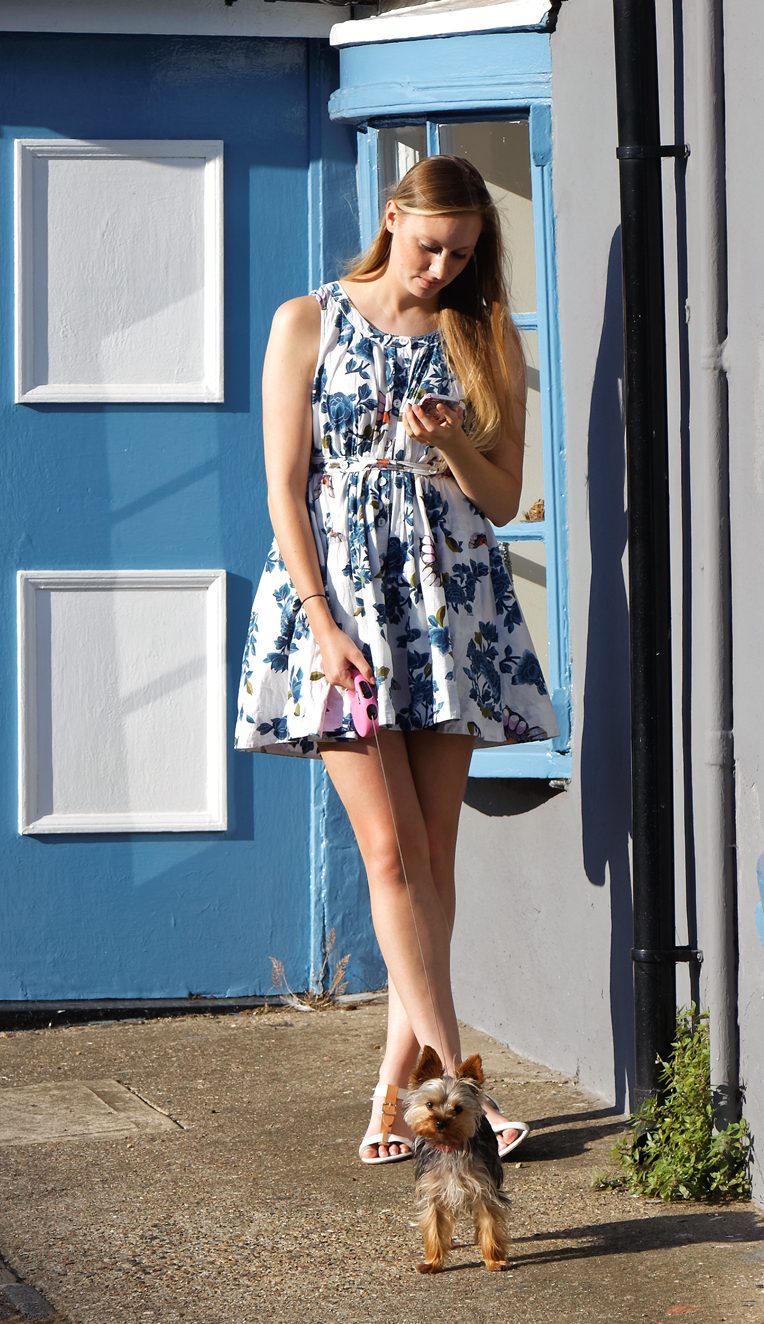
Một phụ nữ dắt chó đi dạo

Dắt chó đi dạo hay dẫn chó đi dạo là việc một người dắt theo chó của mình đi dạo, thường là đi từ nhà đến một nơi khác rồi sau đó quay trở lại. Khi dắt chó đi dạo, người chủ phải sử dụng một sợi dây xích hỗ trợ, tránh việc chó chạy lung tung. Việc dắt chó đi dạo còn mang lại nhiều lợi ích cho người chủ và cả vật nuôi, bao gồm rèn luyện sức khỏe cũng như giúp họ gần gũi với nhau hơn.